# Jerzy Gutsche
Jerzy August Gutsche (ur. 28 sierpnia 1893 w Warszawie, zm. w kwietniu 1940 w Katyniu) – magister praw, wykładowca, dziennikarz, publicysta, pisarz, porucznik łączności Wojska Polskiego, ofiara zbrodni katyńskiej.

## Życiorys
Syn Euzebiusza i Michaliny z Radwanów. Ukończył gimnazjum i studia na Wydziale Prawa Uniwersytetu Poznańskiego (1925). Członek Bratniej Pomocy i stowarzyszenia młodzieżowego „Odrodzenie”. 
Od 1918 służył ochotniczo w Wojsku Polskim. W 1921 został przeniesiony do rezerwy. Posiadał przydział w rezerwie do 1 Pułku Łączności w Zegrzu. 8 stycznia 1924 został zweryfikowany w stopniu porucznika ze starszeństwem z 1 czerwca 1919 i 41. lokatą w korpusie oficerów rezerwy łączności. W 1934 roku, jako oficer pospolitego ruszenia pozostawał w ewidencji Powiatowej Komendy Uzupełnień Poznań Miasto. Posiadał przydział do Oficerskiej Kadry Okręgowej Nr VII. Był wówczas „w dyspozycji dowódcy Okręgu Korpusu Nr VII”.
Mieszkał w Poznaniu, gdzie od 1929 był wykładowcą Wyższej Szkoły Handlowej, a od 1931 także Wyższej Katolickiej Szkoły Społecznej. Pracował także jako dziennikarz, był publicystą czasopism „Gazeta Poznańska”, „Dziennik Poznański” (sekretarz redakcji; na jego łamach m.in. w 1932 recenzował wprowadzony wówczas kodeks karny Makarewicza), „Tęcza” i „Przewodnik Społeczny” oraz współpracował z poznańskim oddziałem Polskiego Radia. Był autorem książek i broszur.
Po wybuchu II wojny światowej 1939 został zmobilizowany i w okresie kampanii wrześniowej jako oficer obrony przeciwlotniczej został przydzielony do sztabu w Ostrowie Wielkopolskim. Po agresji ZSRR na Polskę z 17 września 1939, został aresztowany przez Sowietów. Był przetrzymywany w obozie w Kozielsku. Wiosną 1940 został przetransportowany do Katynia i rozstrzelany przez funkcjonariuszy Obwodowego Zarządu NKWD w Smoleńsku oraz pracowników NKWD przybyłych z Moskwy na mocy decyzji Biura Politycznego KC WKP(b) z 5 marca 1940. Został pochowany na terenie obecnego Polskiego Cmentarza Wojennego w Katyniu, gdzie w 1943 jego ciało zidentyfikowano podczas ekshumacji prowadzonych przez Niemców pod numerem 3208 (dosł. określony jako Jerzy Gucze). Przy zwłokach Jerzego Gutsche, pochowanych w mundurze, zostały odnalezione pocztówka i kartka z adresami.
Jego żoną była malarka Maria z domu Panieńska, z którą miał troje dzieci. Jego córką była Halina Gutsche-Siewierska (1928-2011), artysta plastyk, autorka m.in. ilustracji książkowych.

## Upamiętnienie
5 października 2007 roku Minister Obrony Narodowej Aleksander Szczygło awansował go pośmiertnie do stopnia kapitana. Awans został ogłoszony 9 listopada 2007 roku w Warszawie, w trakcie uroczystości „Katyń Pamiętamy – Uczcijmy Pamięć Bohaterów”.

## Publikacje
- Na drogę akademickiego życia: Książka dla maturzystów, akademików i rodziców (1927)
- Czem być możemy? (1930)[15]
- Narodziny gazety (1933)